# Дома 1208 км
Дома 1208 км (рос. Дома 1208 км) — хутір в Балезінському районі Удмуртії, Росія.

## Населення
Населення — 7 осіб (2010; 6 в 2002).
Національний склад станом на 2002 рік:
- удмурти — 67 %
- росіяни — 33 %